# Temple satànic
El Temple Satànic (The Satanic Temple) és una organització religiosa no teista i organització no governamental dedicada a l'activisme polític i cultural amb seu a Salem, Massachusetts. Part del moviment del satanisme simbòlic o «laveyà» que veu a la figura de Satanàs, no com un ésser real o existent, sinó com a símbol contracultural de rebel·lia i llibertat, però que es diferencia de l'Església de Satan de LaVey pel seu activisme polític i la seva posició ideològica més a l'esquerra, promovent idees humanistes i socioliberals . Gran part del seu activisme es mou entorn de la separació entre l'Església i l'Estat, el racionalisme, l'escepticisme, els drets humans i els drets de les minories. Se l'ha designat també com una paròdia religiosa. Ha presentat diverses demandes davant els tribunals per a fomentar ja sigui la secularitat del govern o bé la inclusió de totes les comunitats religioses. També s'han oposat fermament al càstig corporal en nens iniciant una campanya contra l'abús infantil, contra la discriminació cap a la comunitat LGBT i cap als musulmans. Steve Hill, membre de l'organització i candidat al Senat Estatal de Califòrnia pel Partit Demòcrata és el primer polític obertament satanista del qual es té notícia. Va rebre cobertura mediàtica al novembre de 2015 quan es va oferir a brindar protecció voluntària a qualsevol musulmà que se sentís temorós de represàlies violentes arran dels atemptats de París.
El Temple Satànic es va distanciar de les posicions més a la dreta pròpies de l'Església de Satán fonamentades en el nietzscheanisme i el Darwinisme social acollint idees de l'humanisme i el liberalisme cultural situant-se més a l'esquerra de l'espectre. Tampoc comparteix les creences sobrenaturals i esotèriques del laveyanisme. El grup dona suport al dret de la dona a l'avortament i a l'educació laica.

## Història

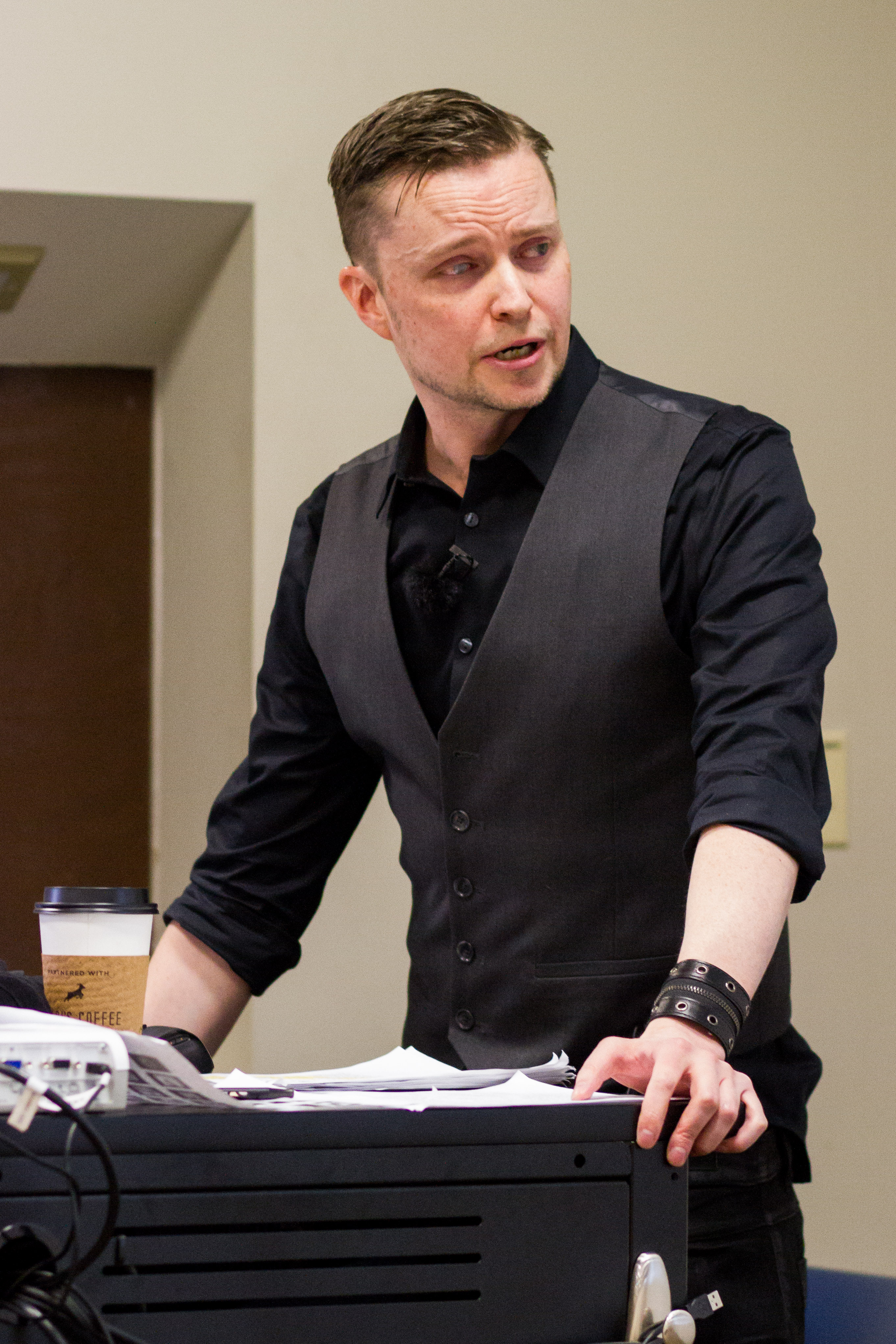
L'escriptor Lucien Greaves és el portaveu del grup

Fundat en 2013 per Malcolm Jarry i Lucien Greaves (pseudònims) com a resposta a una iniciativa de la Casa Blanca de finançar organitzacions religioses durant l'administració de George W. Bush, té unes 20 capelles en les principals ciutats estatunidenques.
Com a part de les seves campanyes per la igualtat religiosa i la secularització, el grup aprofita el seu estatus oficial de grup religiós per a exigir els mateixos privilegis que se li donin a les esglésies evangèliques. Així, per exemple, després de l'aprovació de la llei 98 del Senat de Florida que legalitzava la realització d'oracions en assemblees estudiantils en escoles públiques van organitzar oracions satanistes. També va aconseguir reeixidament que s'aprovés la presència d'una estàtua de Bafomet en el Capitoli d'Oklahoma com a resposta a la presència d'un monument que conté els Deu Manaments argumentant que a l'ésser un lloc públic totes les religions havien d'estar representades. No obstant això després que els Deu Manaments van ser retirats, el Temple Satànic va optar per no mantenir l'estàtua en considerar injust que només hi hagués una religió representada, col·locant-la en la seva seu a Detroit enmig d'irades protestes. Similarment, en contraposició als clubs cristians extracurriculars permesos en algunes escoles, el grup va crear els clubs After School Satan que es mantenen en diverses ciutats estatunidenques malgrat les protestes d'alguns pares.
En 2015 i 2016 van organitzar contraprotestes en resposta a grups antiavortament que realitzaven manifestacions contra Planned Parenthood enfront de les seves seus, usualment fent ús d'indumentària sadomasoquista i fetitxista i performances teatrals amb contingut eròtic. Altres activitats en protesta que van realitzar inclouen el «Ritual de Pentagrama» realitzat el 6 de juny de 2016 a la ciutat de Los Angeles, com a protesta per la declaració que va fer l'alcalde Rex Parris de declarar-la «ciutat cristiana». Manifestants conservadors contraprotestaren el ritual i es va pagar un servei d'escriptura aèria per a dibuixar una creu en el cel però per error la creu va resultar invertida. L'esdeveniment també buscava donar suport a la candidatura de Steve Hill al Senat.
Algunes de les campanyes realitzades per l'agrupació han estat: el Children Project iniciada en 2014 cerca prevenir i combatre l'abús físic en els nens i el càstig corporal, les «Misses Roses» (Pink Mass) on es realitzen cerimònies amb alt contingut homosexual en la tomba de coneguts homòfobs com la mare de Fred Phelps el fundador de l'extremista Església Baptista de Westboro, també van realitzar una missa satànica en 2017 en el que asseguren va ser la concentració més gran de satanistes fins avui. Tant Greaves com Malcolm han denunciat amenaces de mort pel seu activisme.
A l'abril de 2019, va ser reconeguda oficialment com a organització religiosa als Estats Units d'Amèrica.

## Missió i principis
| « | La missió del Temple Satànic és fomentar la benevolència i l'empatia entre totes les persones, rebutjar l'autoritat tirànica, defensar el sentit comú pràctic i la justícia i ser dirigit per la consciència humana per dur a terme activitats nobles guiades per la voluntat individual. De mentalitat cívica, el Temple Satànic ha participat en una sèrie de bones obres, inclosa la presa de posició davant de la controvertida i extremista Església Baptista de Westboro, que treballa en nom dels nens a les escoles públiques que han estat objecte de càstig corporal i més. | » |

Principis

| « | 1. Hom ha d'esforçar-se per actuar amb compassió i empatia cap a totes les criatures d'acord amb la raó. 2. La lluita per la justícia és una activitat contínua i necessària que ha de prevaler sobre les lleis i les institucions. 3. El cos d'un és inviolable, només subjecte a la pròpia voluntat. 4. Les llibertats dels altres s'han de respectar, inclosa la llibertat d'ofendre. Envair deliberadament i injustament les llibertats d'un altre és renunciar als teus. 5. Les creences han d'ajustar-se a la nostra millor comprensió científica del món. Hem de tenir cura de mai distorsionar els fets científics perquè s'ajustin a les nostres creences. 6. Les persones són fal·libles. Si cometem un error, hem de fer tot el possible per rectificar-lo i resoldre qualsevol dany que pugui haver estat causat. 7. Cada principi és un principi rector dissenyat per inspirar noblesa en acció i pensament. L'esperit de compassió, saviesa i justícia sempre ha de prevaldre sobre la paraula escrita o parlada. | » |

L'autora Valerie Tarico va descriure els principis del Temple Satànic com "Més genuïns a les paraules de Jesús que molts cristians".